# Beachhandball

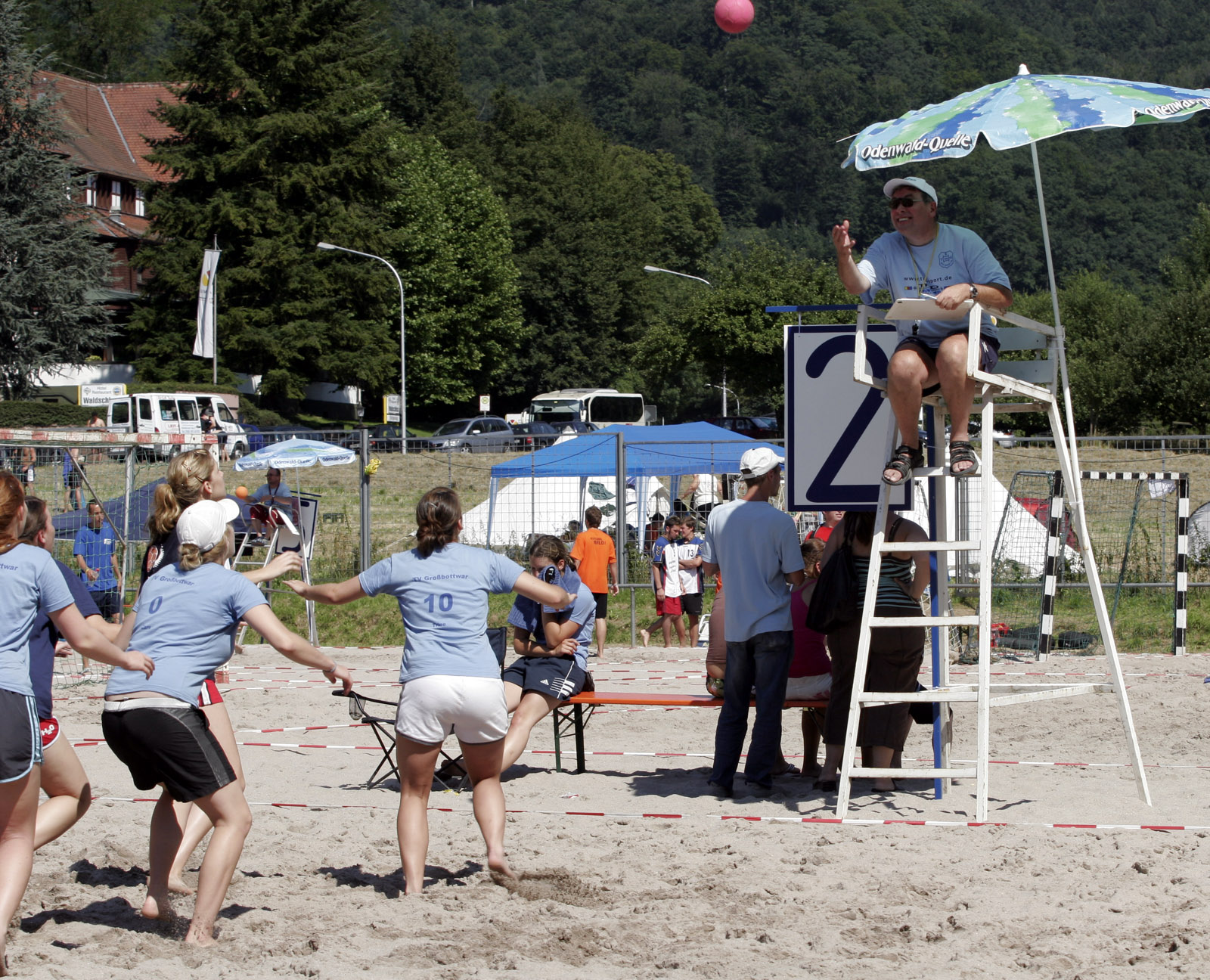
Spielbeginn durch den Schiedsrichterwurf

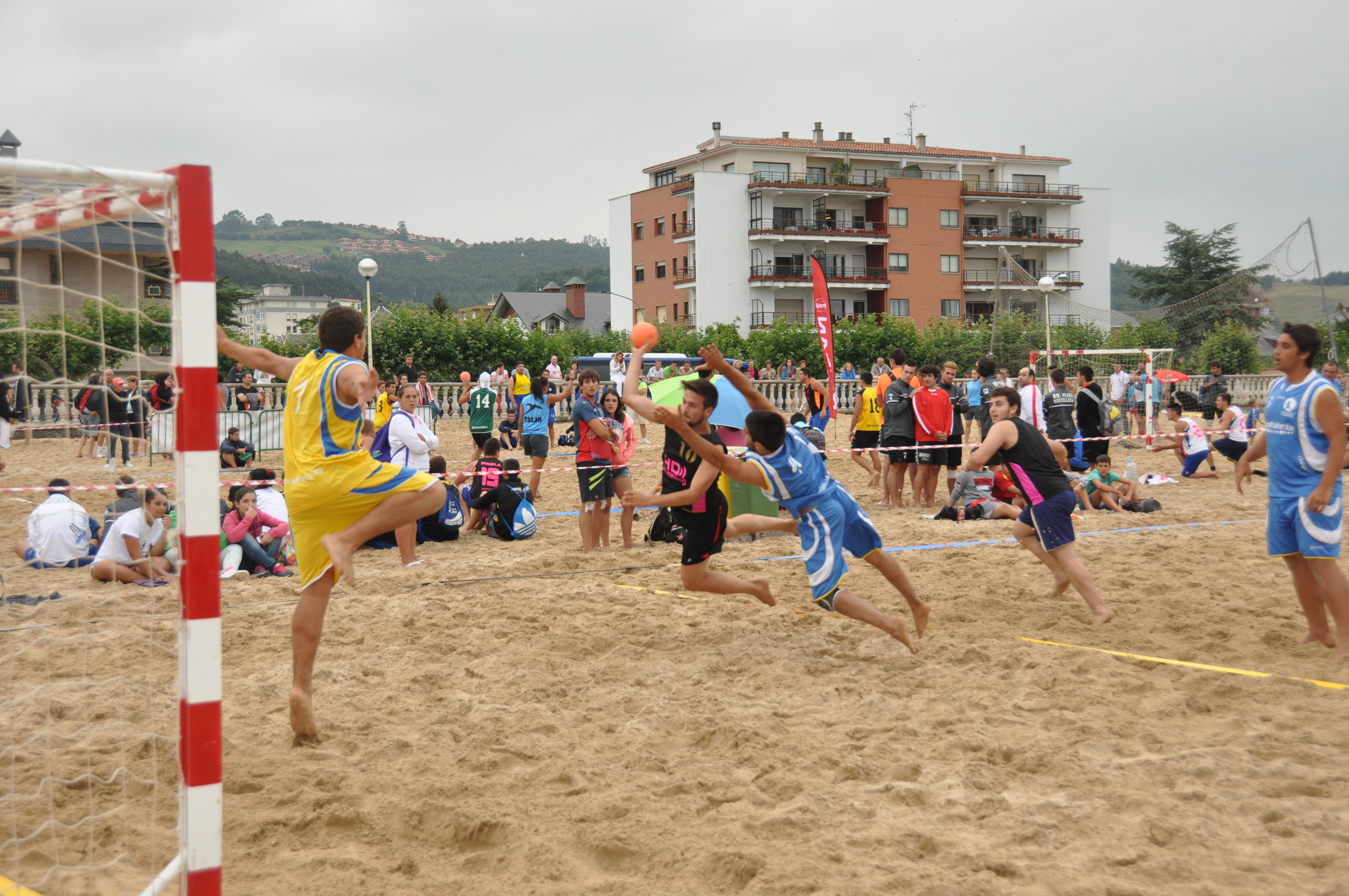
Torwurf beim Beachhandball

Beachhandball ist eine vom Hallenhandball abgeleitete Sportart.
Wie auch bei Beachvolleyball, Beachsoccer oder Beachminton wird Beachhandball barfuß auf einer Sandfläche oder am Strand gespielt. Zwei Mannschaften mit jeweils vier Spielern (inkl. Torhüter) bestreiten ein Spiel über zwei zehnminütige Halbzeiten, welche unabhängig voneinander gewertet werden.

## Regeln

Aufbau eines Beachhandball-Feldes

Beachhandball wird auf einem Sandspielfeld der Größe 27 × 12 Meter gespielt. Der Torraum ist im Unterschied zum Hallenhandball-Halbkreis rechteckig. Im Gegensatz zum Hallenhandball gibt es je nach Art des Torwurfs unterschiedlich viele Punkte. Für ein einfaches Tor erhält das Team einen Punkt. Der Torhüter darf ins Angriffsspiel miteinbezogen werden bzw. durch einen speziell gekennzeichneten Schlüsselspieler ersetzt werden. Torwürfe durch diesen Schlüsselspieler (Torhüter oder für diesen eingewechselter 4. Feldspieler) zählen zwei Punkte. Ebenfalls gibt es für einen Spin-Shoot (Sprungwurf mit Drehung um die eigene Achse) oder für den „Kempa-Trick“ (im Flug gefangen und geworfener Treffer) nach IHF- und EHF-Regelwerk zwei Punkte, teilweise nach Regeln des jeweiligen Verbandes (Frankreich, Schweiz) sogar drei Zähler.
Das Prellen des Balles ist – bedingt durch die Sandspielfläche – so gut wie unmöglich. Statt ihn zu prellen, kann der Ballbesitzer den Ball aber am Boden rollen. Der ballführende Spieler darf drei Schritte mit dem Ball gehen oder laufen, bevor er ihn abspielt oder auf das Tor wirft. Gespielt wird mit Bällen, die von normalen Hallenhandbällen kaum zu unterscheiden sind, jedoch eine etwas andere Beschichtung haben, um auf der staubigen Spielfläche dennoch griffig zu sein. Zudem werden kleinere Bälle als beim Hallenhandball verwendet. Das „Harzen“ des Balles – wie es beim Hallenhandball vor allem in den oberen Spielklassen üblich ist, um eine bessere Griffigkeit zu erhalten – ist bedingt durch die Sandspielfläche nicht möglich.
Gewinnt ein Team beide Halbzeiten, so erhält es 2:0 Sätze in der Tabelle. Gewinnt jedes Team eine Halbzeit, geht es direkt ins Shoot-out (Penaltywerfen): Ein Spieler startet vom eigenen Torraum aus, spielt den Ball zum eigenen Torhüter, erhält auf dem Weg zum gegnerischen Tor den Ball vom eigenen Torhüter und wirft dann auf das gegnerische Tor. Wenn der Ball den Boden berührt oder der Spieler nach Fangen des Balls mehr als drei Schritte geht, ist der Versuch ungültig. Es werfen immer fünf Spieler abwechselnd auf das Tor. Steht es am Ende des Penaltyschießens unentschieden, werfen die Spieler abwechselnd weiter, bis ein Team uneinholbar in Führung geht. Der Gewinner der Shootout-Runde erhält 2:1 Sätze in der Tabelle. Im Shootout gibt es für den „Kempa-Trick“ sowie den „Spin-Shotwurf“ zwei und für übliche Torwürfe einen Punkt.
Endet eine Halbzeit unentschieden, so wird diese per Golden Goal entschieden. Dazu erfolgt, wie beim Beginn einer jeden Halbzeit, der Anwurf per Schiedsrichterwurf.

## Veranstaltungen

### International
Alle zwei Jahre findet eine Europameisterschaft im Beachhandball statt, die erste wurde 2000 in Gaeta/Italien durchgeführt
Seit 2004 werden offizielle Weltmeisterschaften im Beachhandball durchgeführt, erstmals 2004 in el-Guna/Ägypten. Bei den World Games ist Beachhandball seit 2013 fester Bestandteil und war zuvor ab 2001 Einladungssportart.
Seit 2007 werden die kontinentalen Wettkämpfe in den ungeraden und die Weltmeisterschaften in den geraden Jahren abgehalten.
2018 wurde die Sportart in das Programm der Olympischen Jugendspiele aufgenommen. Im Dezember 2020 entschied sich das Executive Board des IOC gegen eine Aufnahme bei den Olympischen Spielen 2024.
Die European Beach Tour gehört ebenfalls zum jährlichen Veranstaltungskalender. Diese wird seit 2014 durch den Champions Cup ergänzt, einem Turnier, bei dem die europäischen Landesmeister gegeneinander antreten.

### EHF Champions Cup auf Gran Canaria
Seit 2014 wird in der ersten Novemberwoche der EHF Champions Cup auf Gran Canaria durchgeführt. Laut europäischen Verband ist das Turnier der Landesmeister die hochwertigste Beachhandballveranstaltung des Jahres für Vereine in Europa. Zwölf Landesmeister treten jeweils bei den Männern und Frauen am Strand von Maspalomas gegeneinander an. Die Sieger werden offiziell als Europameister der Vereine gewertet.
Teilnehmer/Ergebnisse aus Deutschland: 2014 Nordlichter (Männer Platz 8), Die Brüder Ismaning (Frauen Platz 4), 2015 Sand Devils (Männer Platz 7), Strandgeflüster Minden (Frauen, Platz 10) & Die Brüder Ismaning (Frauen Platz 5), 2016 Sand Devils (Männer), Die Brüder Ismaning (Frauen); 2017 SG Schurwald (Männer), Die Brüder Ismaning (Frauen Platz 4);

#### European Beachhandball Tour (EBT)
Die europäische Beachhandball Tour ist eine Vereinigung von Beachhandballturnieren auf dem ganzen Kontinent. Vereinsmannschaften können auf den mittlerweile weit über 50 Teilnehmerturnieren Punkte sammeln, um sich am Ende für das EBT Finalturnier zu qualifizieren.
Für Turnierveranstalter ist es ganz einfach und kostenlos sich registrieren zu lassen. Man muss lediglich nach den internationalen Regeln spielen. Ambitionierte Turniere mit hochwertigeren Standards (wie elektronische Zeitmessung oder internationale Schiedsrichter) bekommen für ihren Aufwand zusätzliche Wertungspunkte, die die jeweiligen Turniere aufwertet und so bessere Mannschaften anlockt.
Teilnehmer am EBT Finale aus Deutschland waren beispielsweise mehrmals die Sand Devils (Männer), 2016 + 2021 + 2022 die Caipiranhas (Frauen), 2017 Beach and da Gang Münster (Männer) und 2019 + 2021 + 2022 der 12 Monkeys Köln BHC (Männer) und 2021 die SG Schurwald.

### Deutschland
In Deutschland werden in den meisten Bundesländern Beach-Masters durchgeführt. Die German-Masters-Serie fand erstmals 1995 statt. Von 1999 bis 2011 wurde ein offizieller Deutscher Meister im Beachhandball ausgespielt, woraufhin die Serie zwischenzeitlich von Seiten des DHB eingestellt wurde. In der Zwischenzeit hatten sich die Süddeutschen Mannschaften abgegrenzt und spielten seit 2008 bei den Stoneline South Beach Open um die Süddeutsche Meisterschaft. Als Gegenstück wurde im Norden Deutschlands seit 2012 die German Open-Serie veranstaltet. Die German Beach Open werden jährlich über verschiedene Qualifikationsturniere und einem Finalturnier in Berlin ausgespielt. Organisator der German Beach Open ist seit vielen Jahren Marc Kunz, der ebenfalls als Topspieler und Vereinspräsident seines Vereins BHC Beach & da Gang aktiv ist.

#### Deutsche Meisterschaft (ab 2014)
In der Saison 2014 bekannte sich der Deutsche Handballbund wieder zum Beachhandball. Im Rahmen des German-Open-Finalturnieres in Wildeshausen wurde erstmals seit 2011 wieder eine Meisterschaft unter offizieller DHB-Aufsicht ausgespielt. Sieger wurden die Nordlichter aus Oldenburg (Männer) und die Brüder Ismaning (Frauen). Die beiden Teams erhielten damit vom DHB die Startberechtigung für den europäischen Champions Cup und galten als Deutsche Meister 2014. Im Rahmen der Veranstaltung wurde ebenso die neuerliche Installation einer Deutschen Beachhandball-Nationalmannschaft angekündigt. Im Jahr 2015 veranstaltet der DHB nun wieder eine offizielle Deutsche Beachhandball Tour an neun Standorten einschließlich des Finalturnieres in Kassel. In den Jahren 2016 und 2017 fand das Finalturnier in Berlin statt.
- Deutsche Meister 2014: Nordlichter (Männer), Brüder Ismaning (Frauen)
- Deutsche Meister 2015: Sand Devils (Männer), Strandgeflüster Minden (Frauen)
- Deutsche Meister 2016: Sand Devils (Männer), Brüder Ismaning (Frauen)
- Deutsche Meister 2017: SG Schurwald (Männer), Brüder Ismaning (Frauen)[8]
- Deutsche Meister 2018: Beach & da Gang Münster (Männer), Strandgeflüster Minden (Frauen)
- Deutsche Meister 2019: Beach & da Gang Münster (Männer), Strandgeflüster Minden (Frauen)

Amtierender Deutscher Meister sind die Teams BHC Beach & da Gang aus Münster um ihren Mannschaftskapitän und Leistungsträger Marc Kunz und das Frauenteam Strandgeflüster Minden aus der gleichnamigen Stadt Minden. Beide Teams haben sich somit für das europäische Finalturnier der Landesmeister, den Champions Cup 2019 in Catania in Italien qualifizieren können. Begleitet werden die beiden Teams von den zweitplatzierten BHC Hurricanes (Männer) und den Beach Unicorns Hannover.
Die Deutschen Meisterschaften 2020 in Cuxhaven wurden aufgrund der Coronavirus-Krise im Mai 2020 abgesagt.

#### DHB-Nationalmannschaften
Die völlig neu zusammengestellte weibliche U19-Nationalmannschaft erzielte 2015 an der Europameisterschaft in Lloret de Mar den dritten Platz und die Bronzemedaille. Männer und Frauen erzielten nur Plätze im Mittelfeld, jedoch gelang der internationale Anschluss. DHB Trainer Beachhandball Konrad Bansa (Männer), Marten Franke (männliche Jugend), Alexander Novakovic (Frauen), Frowin Fasold (weibliche Jugend).
2016 wurden jeweils eine männliche und eine weibliche U16-Nationalmannschaft ins Leben gerufen. Vom 8. bis 10. Juli 2016 fanden die U16-Europameisterschaften in Nazare/Portugal statt, wo die deutschen Teams Platz 6 (Jungen) und Platz 8 (Mädchen) erreichen konnten. 2017 konnten beide Jugendmannschaften bei der U17-Europameisterschaft im kroatischen Zagreb vom 16. bis 18. Juni 2017 die Bronze-Medaille gewinnen. Die weibliche U17 konnte im Spiel um Platz 3 die Ungarn und die männliche u17 die Russen jeweils im Penalty besiegen. Die Perspektivteams der Männer und Frauen belegten während ihrer Europameisterschaft, die kurze Zeit später vom 20. bis zum 24. Juni ebenfalls in Zagreb stattfand, den 9. sowie den 14. Rang.
2018 fand die letzte Junioren-Europameisterschaft vom 29. Juni bis zum 1. Juli in Ulcinj, Montenegro statt. Dieses Jahr konnte die weibliche U18-Mannschaft das zweite Mal in Folge die Bronzemedaille gewinnen. Im Spiel um Platz drei setzten sich die Deutschen mit einem klaren 2:0-Sieg durch. Die männliche U18 hingegen schaffte es im Halbfinale den amtierenden Europameister Spanien mit einem 2:0-Sieg aus dem Turnier zu werfen. Die Finalbegegnung lautete dann Polen gegen Deutschland. Nach einem verloren ersten Satz (16:14), konnten die deutschen Spieler den zweiten Satz mit 21:8 gewinnen und gewannen auch das anschließende Shoot-Out mit 6:2. Dies bedeutete gleichzeitig den ersten deutschen Titel im männlichen Beachhandball-Bereich überhaupt.